# أدريان كورتيس
أدريان كورتيس (بالإسبانية: Adrián Cortés)‏ (19 نوفمبر 1983 بمدينة مكسيكو في المكسيك - ) هو لاعب كرة قدم مكسيكي في مركز الدفاع. شارك مع منتخب المكسيك تحت 20 سنة لكرة القدم. أما مع النوادي، فقد لعب مع كروز آزول ونادي بويبلا ونادي تيكوس ونادي غوادالاخارا وتيبورونيس روخوس دي فيراكروز وكورونل بولوجنسي.

## وصلات خارجية
- أدريان كورتيس على موقع قاعدة بيانات كرة القدم.إي يو (الإنجليزية)
- أدريان كورتيس على موقع Soccerway.com (الإنجليزية)
- أدريان كورتيس على موقع AS.com (الإسبانية)